# 杉田勝彦
杉田 勝彦（すぎた かつひこ、1946年5月8日 - ）は、日本の元バスケットボール選手である。

## 来歴
大阪商業大学から松下電器に入社。1972年日本リーグではベスト5に選ばれる。
全日本にも選ばれ、1972年ミュンヘンオリンピックなどに出場。

## 代表歴
- 第6回ユニバーシアード
- 1971アジア選手権
- ミュンヘンオリンピック